# Florø
Florø er en by i Norge, etableret i 1860. Den var administrationsby for den tidligere Flora kommune i Vestland fylke, men er nu en del af Kinn kommune. Den er Norges vestligste by, og anløbshavn for "Hurtigruten".
Florø har kortbaneflyveplads med flyveruter til Bergen og Oslo flere gange daglig. Avisen Firdaposten udkommer dagligt.

## Navn
Kommunen har navn efter gården Flora (norrønt Flóðra) da byen Florø blev rejst på dens grund i 1860. Navnet er sandsynligvis en forvanskning af flóð (norrønt for "stærk strøm"). Byen fik imidlertid navnet Florø, da endelsen på –a blev udskiftet med den danske endelse –ø, fordi byen faktisk ligger på en ø. Kommunen har derimod beholdt sit gamle navn, Flora.

## Historie
På trods af protester fra købmændene i Bergen, indvilgede Stortinget Florø bystatus som ladested i 1860. Havet gav sild i store mængder frem til 1860, og der var et stort behov for et sted med læge og andre tjenestetilbud. Sognepræst og borgmester i Kinn, Hans Jensson Blom, mente at Florelandet lå godt til. Andre alternativ var Sauesund og Flokenes i Askvoll kommune, men Florelandet gik af med sejren. Paradoksalt nok gik sildefiskeriet tilbage efter 1860. Florøværingerne fortsætter dog med en årlig markering af sildens plads i byhistorien. Hver sommer siden 1992 dækker man i Strandgata "verdens længste sildebord". (Haugesund mener dog at indehave denne rekord. ) I rekordåret 1998 besøgte 12.000 personer Florøs sildebord.
3. januar 1861 blev Florø udskilt fra Kinn og omgjort til egen kommune med 846 indbyggere. Efter at kommunerne Florø, Eikefjord, Bru og Kinn blev slået sammen 1. januar 1964, blev kommunen en bykommune, og Florø administrationscenteret i Flora kommune. Byen Florø har 8.642 indbyggere pr. 1. januar 2012.

## Økonomi
Flora er en betydelig industrikommune, hovedsageligt lokaliseret til Florø. Skibsbyggeri (Aker Solutions), fiskeindustri (Skaarfish), olierelateret industri knyttet til oliebasen Fjord Base dominerer. 

## Karnevalet Kjippen
Hver nytårsaften går et karnevalsoptog med det uforklarede navn Kjippen gennem Strandgata. I 1950’erne og 1960’erne nøjede optoget sig med at blæse i tågelur; i nyere tid klæder man sig ud og bærer om med plakater og bygværk. De senere år har man også fået Barnekjippen, et optog for og med børn med et afsluttende fyrværkeri.

## Eksterne kilder og lænker
- Wikimedia Commons har flere filer relateret til Florø

61°35′55″N 5°1′50″Ø / 61.59861°N 5.03056°Ø